# Airola
Airola è un comune italiano di 8 083 abitanti della provincia di Benevento in Campania.

## Geografia fisica
È situata nella porzione occidentale della Valle Caudina, di fronte al monte Taburno; è dominata dal monte Tairano (736 m). Si estende sulle pendici e ai piedi della collina di Monteoliveto. Nel suo territorio i torrenti Tesa e Faenza si congiungono a formare il fiume Isclero; da qui parte inoltre l'Acquedotto Carolino, proveniente dalla sorgente del Fizzo, che alimenta la cascata della reggia di Caserta.

## Storia
Menzionata per la prima volta nel 997, Airola probabilmente derivò il nome da un longobardo feudum Airoaldi, citato nell'820. Da Roberto II di Normandia, "conte di Airola", passò a Rainulfo di Alife, quindi fu feudo di Martino Toccabove, donato nel 1276 a Guglielmo ed Ugone di Cortillon.
Nel 1278 fu donata re Carlo I d'Angiò a Guglielmo de Lagonissa.
Nel 1437 durante la guerra tra Alfonso V D'Aragona e Renato D'Angiò, Airola fu presa e saccheggiata dagli Aragonesi, capitanati da Antonio Caldora; fu ripresa da Marino Boffa Stendardo, per Renato d'Angiò, per poi essere riconquistata subito dopo dallo stesso Alfonso. Nel 1460 venne assediata da Ferdinando I e venduta a Carlo Carafa che ottenne poi il titolo di conte. Carlo V la donò ad Alfonso d'Avalos d'Aquino, il quale nel 1575 la vendette a Ferrante Caracciolo. La famiglia Caracciolo mantenne il possesso del feudo per oltre un secolo fino all'ultima erede, Antonia, alla morte della quale, nel 1732, tutti i beni furono ereditati dal nipote Bartolomeo Di Capua principe della Riccia. Morto Bartolomeo senza eredi, Airola passò nel 1792 al Regio Demanio. Fino al 1816 fece parte del Principato Ultra (Avellino), e fino al 1861 della Terra di Lavoro (Caserta); all'unità d'Italia passò alla provincia di Benevento.

### Simboli
Il Comune, negli atti e nel sigillo, si identifica con il nome di "Città di Airola". Lo stemma, concesso con decreto del presidente della Repubblica del 31 luglio 1997, si blasona:
Il gonfalone è un drappo partito di giallo e di verde.

### Onorificenze
Con decreto del presidente della Repubblica il 31 luglio 1997 Airola è stata autorizzata a fregiarsi di proprio stemma civico e le è stato confermato il titolo di città, già assegnatole da Carlo III di Borbone il 2 agosto 1754 per vari meriti: «Le militari glorie de' Sanniti riportate contro i Romani, che vennero imboscati in una parte del Caudio, e quindi passati per sotto il gioco due eserciti disarmati, privi delle militari insegne; La terra di Airola era Feudo di D. Bartolomeo VI di Capua, che aveva offerto l’acqua perenne del Fizzo per la Real Villa di Caserta, Questa terra conteneva sotto di sé i casali di Moiano, Bucciano e Luzzano sotto la cura di 10 Parrocchie e 6 000 abitanti circa, tra i quali moltissimi giureconsulti, egregi medici e regi notari, Veniva adornata Airola di quattro monasteri sotto l'Istituto del Bernardo Tolomei, di Guglielmo, Domenico e Pietro d'Alcantara, i quali due primi avevano gli Abati che vivevano con molto decoro, Vi esisteva un insigne monastero di Vergini, fondato dal fiore delle prime famiglie, sotto l'Istituto di S. Francesco d’Assisi, ed innalzato sotto gli auspici di S. Maria Regina Coeli, In detta terra si enumeravano trenta Chiese, tra le quali vi era il Tempio di S. Maria dell’Annunziata Juspadronato di detta terra, governato da laici, magnificamente costrutto, ricco di argento, d’oro e suppellettili, nel quale vi erano addetti 36 Sacerdoti: siccome erano le case dei privati e specialmente il palazzo del Duca, che non la cedeva in grandezza ed eleganza, il quale giaceva in mezzo dei giardini di pera e frutti forestieri, Nel giovedì di ogni settimana si faceva un mercato ed ogni anno, nel giorno di S. Lorenzo, una fiera, in cui si vendevano merci di lana, argento, oro e margarite, come pure animali e commestibili di ogni genere. Contemplando Carlo di Borbone tutto ciò, di moto proprio, diede ad Airola il nome di Città con tutti gli onori relativi delle altre città del Regno.»
Il titolo di Città sarà poi riconfermato dal Presidente della Repubblica il 31 luglio 1997 con D.P.R.

## Monumenti e luoghi d'interesse

### Architetture religiose

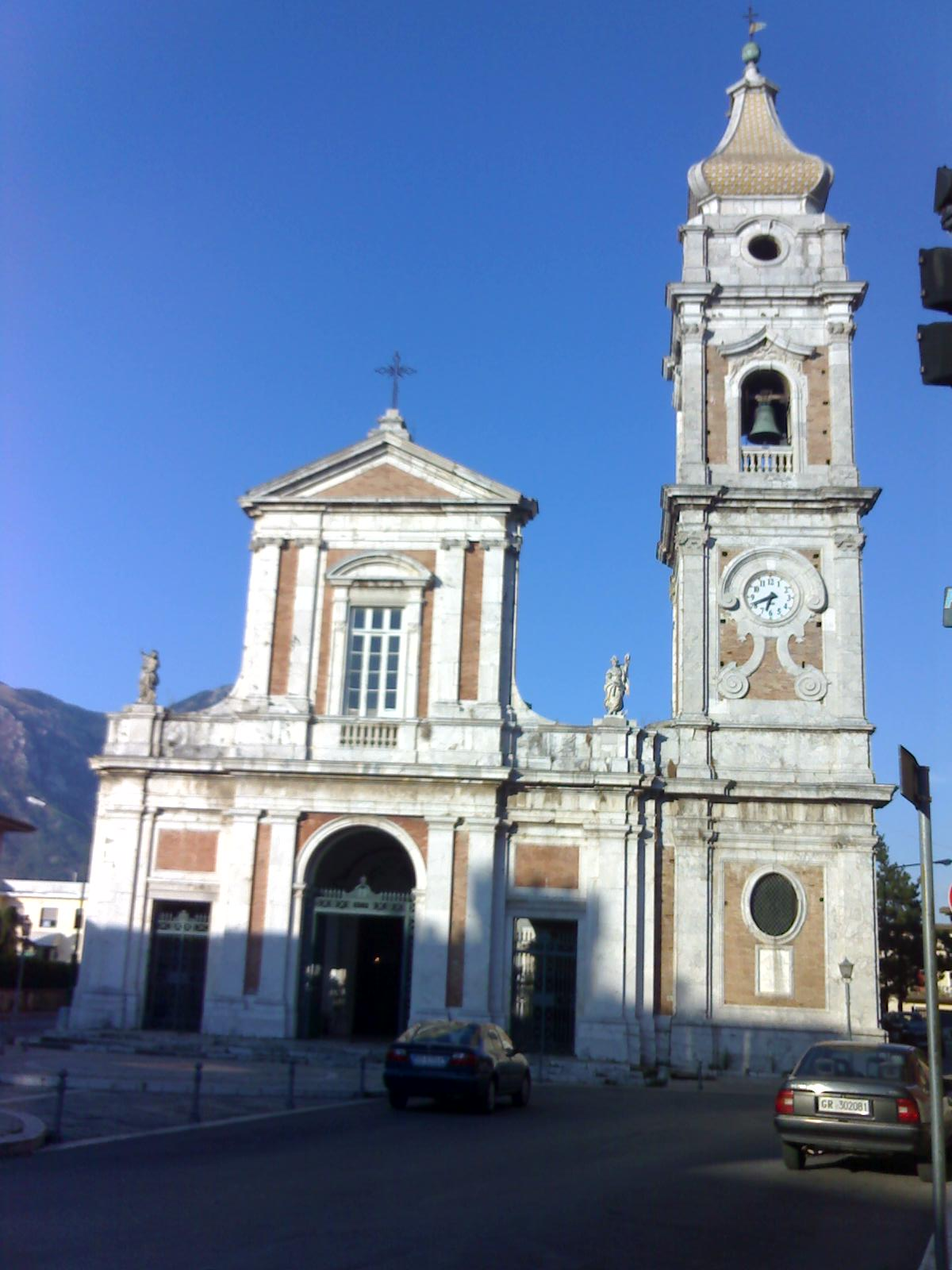
Chiesa della SS. Annunziata

- Chiesa della SS. Annunziata

Edificata tra il XIV e il XV secolo, dell'edificio originario spicca la pala d'altare raffigurante l'Annunciazione. Nel corso dei secoli la chiesa si è arricchita di dipinti e sculture ad opera di Pietro Negroni (Adorazione dei Magi), Francesco Curia (Assunzione della Vergine), Francesco De Mura (Assunta), Dirk Hendricksz (Natività del Battista) e altri. Il soffitto barocco è decorato da 3 tele di Paolo Finoglio.
Nel 1727 la chiesa si arricchì della sagrestia, nel 1735 del campanile (alto 35 m), nel 1786 furono completati il portico e la facciata, progettata da Luigi Vanvitelli, arricchita da due statue raffiguranti la Fede e la Speranza.
- Monastero e chiesa di San Gabriele Arcangelo

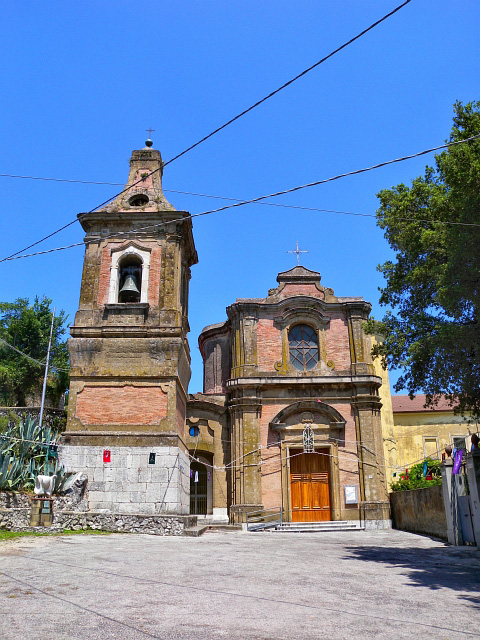
La Chiesa di San Gabriele

La prima chiesa dedicata a San Gabriele fu edificata nel 960 sulla collina di Monteoliveto, dieci anni dopo fu consacrata dall'arcivescovo di Benevento Landolfo. Nel 1033 alla Chiesa fu annesso un piccolo monastero di monaci Benedettini cluniacensi; essi restarono nel monastero fino al 1201. Partiti i cluniacensi, il monastero fu governato dagli abati commendatari che vi restarono fino al 1545. Nello stesso anno il vescovo di Sant'Agata de' Goti Giovanni Guevara concesse il monastero ai Benedettini Olivetani. La nuova comunità soggiornò sulla collina fino alla soppressione napoleonica. Nel 1606, durante i lavori, poco sotto l'altare furono trovati i resti mortali del Beato Agano, monaco cluniacense creato abate nel 1108 da papa Pasquale II durante una sua visita a Monteoliveto. Il 7 dicembre del 1842 il pubblico demanio concesse il Monastero di San Gabriele ai benedettini di Montevergine, aprendovi un priorato con il compito di educare i giovani aspiranti manaci. Restarono su Monteoliveto fino alla successiva soppressione del 1866. Nel 1875 il monastero fu acquistato dalla famiglia Montella e rivenduto nel 1882 alla Congregazione dei Padri Passionisti che a tutt'oggi risiedono su Monteoliveto. La chiesa (quella attuale è la terza) è a forma ellittica, a navata unica dotata di quattro altari laterali e un pregevole altare maggiore. In una delle due nicchie una colonna di porfido rosso custodisce una reliquia di san Bartolomeo Apostolo. Il monastero, risalente al periodo olivetano, è a forma rettangolare con due chiostri. Nel suo interno sono custodite opere d'arte di notevole pregio. La facciata della Chiesa e il poderoso campanile, costruito con grossi blocchi di tufo e di pietra viva sono orientati verso Airola.
- Chiesa e convento della SS. Concezione dei Frati Minori

Il 10 novembre 1723 il cardinale Vincenzo Maria Orsini, arcivescovo di Benevento, divenuto papa con il nome di Benedetto XIII, alla presenza della promotrice principessa donna Antonia Caracciolo e delle Autorità preposte, dedicò la chiesa e il nuovo Convento all'Immacolata Concezione e San Pasquale Baylón. Il complesso architettonico del prospetto nelle sue linee essenziali, rispecchia lo stile del poverello di Assisi. Sul portale d'ingresso fa bella mostra l'artistico stemma araldico della promotrice. L'interno, con la sua grande nave centrale dall'inconfondibile stile alcantarino, è adornato da sei cappelle laterali. Sull'altare maggiore, articolate strutture settecentesche danno vita ad una statua lignea dell'Immacolata. Alla sommità, lo spazio del lunotto, determinato dalla volta di copertura della conca absidale è ornato da un movimentato bassorilievo a stucco di grande effetto plastico. Esso raffigura il dogma dell'Immacolata. All'inizio del XX secolo il convento venne sopraelevato di un secondo piano per ospitare un collegio serafico. Nel 1942 passò alla provincia sannito-irpina dei Frati Minori.
- Chiesa di Santa Maria dell'Addolorata, edificata nel XIV secolo e ristrutturata nel XVII secolo.
- Chiesa di San Michele a Serpentara, del XVI secolo.
- Chiesa di San Donato, XVII secolo.
- Chiesa di San Carlo, XVII secolo.
- Chiesa di San Domenico del XVIII secolo, danneggiata dal terremoto del 1980, restaurata e riaperta nell'anno 2000 con un'ala del convento rimasto dopo il terremoto;
- Santuario del Volto Santo

Il Santuario del Volto Santo è sito in via Montoliveto e viene chiamato più comunemente "Casa del Volto Santo". Vi sono ospitate le spoglie della serva di Dio Maria Concetta Pantusa, per la quale è in corso la causa di beatificazione.
- L'antica chiesa di San Giorgio, patrono di Airola, è stata demolita, forse caso unico in Italia di una cittadina senza chiesa titolare patronale, dopo il terremoto del 1980. A tutt'oggi questo resta un episodio controverso, con parte della cittadinanza convinta che la chiesa avrebbe dovuto essere restaurata. Sul sito dell'antica chiesa ora si trova un monumento ai caduti di tutte le guerre.

### Architetture militari

Resti del castello

- Castello feudale

Il castello di Airola, occupa con le sue strutture la sommità della collina di Monteoliveto. Esso è raggiungibile per due strade carrabili che dal centro del paese portano una alla Chiesa della SS. Addolorata a ovest e l'altra alla Chiesa di San Gabriele a est. Il Castello, costruito probabilmente in epoca normanna, appartenne a Rainulfo di Alife (anche noto come Rainulfo di Airola), nel 1276 il feudo fu donato da Carlo I d'Angiò ai fratelli Guglielmo e Ugone di Cortillon. Nel 1277 nel castello fu ospitato per tre giorni Carlo I d'Angiò.
La fortificazione di Airola si sviluppa su un'area di circa 1000 m² ed è costituita dal rudere del castello e da due cinte murarie che, con andamento concentrico, racchiudono la parte più alta della collina. Uno degli elementi architettonici più significativi del castello è l'ingresso posto nel lato nord-est che conserva quasi intatte le caratteristiche architettoniche originarie. L'ingresso è caratterizzato da un portale in pietra bianca, ad arco ribassato, sul quale ancora si conserva uno stemma gentilizio e la configurazione architettonica del sistema di chiusura del ponte levatoio. L'ambiente superiore era caratterizzato da finestre e da feritoie tonde e a croce. Altro elemento caratteristico è la cappella palatina posta a destra del cortile.

### Architetture civili
- Palazzo Montevergine

Edificato nel 1608 dai monaci Benedettini della Congregazione di Montevergine, si sviluppa su due ali con al centro la chiesa del Carmine. Nel 1820 fu ceduto al Comune di Airola. Nell'ala nord del palazzo sono ospitati gli uffici del Comune, la sede della Protezione Civile, l'Istituto Professionale "Palmieri" e un museo Civico.

### Altri
- Monumento ai Caduti

Realizzato nel 1998 nel luogo in cui, sino al 1980, si ergeva la Chiesa patronale di San Giorgio martire. Consiste in una meridiana che simboleggia l'eterno scorrere del tempo.
- Sorgenti del Fizzo

Poste ai piedi del monte Taburno, sono il punto di partenza dell'Acquedotto Carolino, che conduce le acque alla Reggia di Caserta ed è stato inserito nella lista dei patrimoni dell'umanità dall'UNESCO.

### Carcere minorile
Nel centro storico della cittadina insiste uno dei 17 istituti penitenziari minorili d'Italia.

## Società

### Evoluzione demografica
Abitanti censiti

### Etnie e minoranze straniere
Al 31 dicembre 2016 risultano 410 cittadini stranieri residenti nel comune, pari al 4,9 % della popolazione. I gruppi più rilevanti sono:
1. Romania: 72 (0,86 %)
2. Ucraina: 60 (0,72 %)
3. Marocco: 60 (0,72 %)
4. Albania: 43 (0,51 %)
5. Bangladesh: 30 (0,36 %)
6. Polonia: 23 (0,27 %)

## Economia
Airola fa parte della Regione Agraria n. 3 - monti Taburno Camposauro. La superficie agricola utilizzata era di 485,33 ettari all'anno 2000. I prodotti agricoli principali sono frutta, di vario genere, e olive su Monteoliveto; vi è inoltre produzione di vini, attività industriale (industria tessile, alimentare, del legno) e commerciale. I tempi recenti hanno visto una crisi occupazionale dovuta alla chiusura di uno stabilimento Alfacavi che produceva cavi telefonici che negli anni 80 fece parte del gruppo Pirelli con 435 dipendenti; il Contratto d'Area firmato nel 1999 doveva favorire la ripresa, con l'inserimento d'industrie tessili che è stato un fallimento politico.

## Infrastrutture e trasporti
A delimitare i confini meridionali del comune c'è la Strada statale 7 Via Appia, in prossimità della quale si trova anche, nel territorio comunale di Arpaia, la Stazione di Arpaia-Airola-Sant'Agata, scalo della ferrovia della Valle Caudina.

## Amministrazione
Di seguito è presentata una tabella relativa alle amministrazioni che si sono succedute in questo comune.
| Periodo | Periodo   | Primo cittadino     | Partito                        | Carica  | Note |
| ------- | --------- | ------------------- | ------------------------------ | ------- | ---- |
| 1988    | 1990      | Michele Del Viscovo | Democrazia Cristiana           | Sindaco |      |
| 1990    | 2001      | Pasquale Lombardi   | Democrazia Cristiana-PPI       | Sindaco |      |
| 2001    | 2011      | Biagio Supino       | L'Ulivo-PD                     | Sindaco |      |
| 2011    | 2021      | Michele Napoletano  | Lista civica (PD)              | Sindaco |      |
| 2021    | in carica | Vincenzo Falzarano  | Lista Civica (Per Airola 2026) | Sindaco |      |

### Gemellaggi
- Saint-Maixent-l'École  Francia Le due città sono gemellate dal 2000

## Sport
La CAUDIUM BASKET milita nel campionato nazionale di serie C1.
Sono inoltre presenti due squadre di calcio, la Real Airola e l'A.C. Airola, e una di pallavolo femminile l'U.S.A. Volley Airola